# Токко
Токко (італ. Tocco, грец. Τόκκο) — знатна італійська родина з Беневенто, яка мала ломбардське коріння. Наприкінці XIV — початку XV століття її представники керували Іонійськими островами та Епірським царством.

## Історія
Першим відомим членом династії став Уголіно Токко, який був великим сенешалем німецького імператора Генріха VI у 1195 році.
У 1330-х роках Гульєльмо Токко став правителем острова Корфу, що належав Неаполітанському королівству. Його син Леонардо I Токко в 1357 отримав титул графа Кефалінії і Закінфа і до своєї загибелі в 1376 році встиг додатково захопити острови Ітака і Лефкас, а також порт Воніца на материковому убережжі навпроти островів.

Герб Токко як пфальцграфів Кефалонії та Закінфа: герб Токко з Анжу-Таранто в кантоні

Його синами були Карло I Токко та Леонардо II Токко. Останній правив Закінфом на умовах аппонажу, і його дочка Феодора Токко стала першою дружиною Костянтина XI Палеолога. Своїм весіллям на дочці афінського герцога Неріо I в 1395 Карл зміг захопити Корінф і Еліду, але надалі ці володіння були відібрані візантійцями. Він взяв участь у громадянській війні албанських племен, але в 1411 став правителем міста Яніна, успадкувавши цей титул у свого дядька Ісава де Буондельмонті. До 1415 Карло захопив Артський деспотат, востаннє згуртувавши споконвічні володіння Епірського царства.
Після смерті Карло у 1429 році, за владу розгорнулась боротьба між його п'ятьма незаконнонародженими синами та племінником Карло II Токко (син Леонардо II). На прохання синів Карло в конфлікт втрутилася Османська імперія, і в 1430 була захоплена Яніна, а на наступний рік — велика частина Епіра. Карло II керував з Арти як османський васал аж до своєї смерті в 1448 році. Через рік місто було захоплене турками, і спадкоємець Карло Леонардо III Токко перебрався до замку Ангелокастро на острові Керкіра, а після його падіння в 1460 оці відправився на Іонічні острови. Ними він правив до 1479, коли їх захопили турки. Леонардо з родиною втік до Неаполя. Його син Карло III Токко і наступні представники династії продовжували називати себе титулярними деспотами Арти до XVII століття.

## Хроніка Токко
На відміну від Янінської хроніки, прозового твору, що засуджує тиранію сербського деспота Томаса Прелюбовича, Хроніка Токо, написана у віршах і, ймовірно, завершена близько 1429 року, є епічним оповіданням, що розповідає про подвиги двох її героїв: Карло I Токко та його молодший брат Леонардо II. Написана місцевим патріотом, особа якого невідома, вона територіально зосереджена на острові Лефкада та Акарнанії, континентальній частині на південний захід від колишнього Епірського деспотату. Хоча автор дуже прив’язаний до своєї батьківщини і для нього Константинополь і візантійський імператор дуже далекі від локальних конфліктів, які формують рамки його оповідання, він все ж визнає якості своїх італійських героїв і робить улесливі зауваження про деяких албанських володарів.
Хроніка охоплює близько п'ятдесяти років і триває до смерті Леонардо Токко в 1422 році. Окрім того, що вона є джерелом інформації про історію регіону, вона також розповідає нам про феодальні структури Епіру того часу та соціальні економічні умови, які там панували

## Відомі представники
- Гульєльмо Токко (помер 22 вересня 1335, Неаполь) — губернатор острова Корфу в 1330-х роках, і засновник династії Токко.
- Леонардо I Токко (1310/1315—1375/1377) — пфальцграф Кефалонії та Закінфу в 1357—1375/1377 роках.
- Карло I Токко (д/н — 4 липня 1429) — 13-й володар Епірського деспотату в 1411—1429 роках, пфальцграф Кефалонії та Закінфу.
- Леонардо II Токко (1375/76 – 1418/19) — співпфальцграф Кефалонії та Закінфу в 1376—1399 роках.
- Теодора Токко (померла в листопаді 1429) — донька Леонардо II[11], перша дружина Костянтина Палеолога в часи, коли він був деспотом Мореї
- Карло II Токко (д/н — 1448) — 14-й володар Епірського деспотату в 1429—1448 роках.
- Леонардо III Токко (д/н — між 1495 і 1503) — останній володар Епірського деспотату в 1448—1460 роках (як Леонардо I), пфальцграф Кефалонії та Закінфа в 1448—1479 роках (як Леонардо III).
- Антоніо Токко (д/н — 1483) — співпфальцграф Кефалонії та Закінфа в 1481—1483 роках.
- Карло III Токко (1464–1518) — титулярний деспот Епіру та пфальцграф Кефалонії та Закінфа після смерті свого батька Леонардо III Токко бл.1503 до власної смерті в 1518 році
- Леонардо IV Токко (1510–1564) — титулярний деспот Епіру та пфальцграф Кефалонії та Закінфу від смерті свого батька Карло III Токко в 1518 році до власної смерті в 1564 році.
- Франческо Токко (помер 16 серпня 1596) — титулярний деспот Епіру та пфальцграф Кефалонії та Закіфу від смерті свого батька Леонардо IV Токко в 1564 році до власної смерті в 1596 році.